# Coccinellidae
Las mariquitas, vaquitas de San Antonio o catarinas (Coccinellidae) son una familia de insectos coleópteros de la superfamilia Cucujoidea. Tienen el cuerpo redondeado y con frecuencia coloraciones brillantes, la coloración presenta alta variabilidad intraespecífica, controlada por cambios en un solo gen. Muchas especies se alimentan de pulgones, por lo que contribuyen a controlar estas plagas.
La mayoría de las especies de coccinélidos son depredadores carnívoros que se alimentan de insectos como áfidos y cochinillas. Otras especies consumen materia no animal, como plantas y hongos. Se reproducen en primavera y verano en regiones templadas y durante la estación húmeda en regiones tropicales. Muchas especies depredadoras ponen sus huevos cerca de colonias de presas, proporcionando a sus larvas una fuente de alimento. Como la mayoría de los insectos, desarrollan de larva a pupa y a adulto. Las especies templadas hibernan y diapausa durante el invierno; las tropicales están inactivas durante la estación seca. Los coccinélidos migran entre los lugares de latencia y de reproducción.
Las especies que depredan plagas agrícolas se consideran insectos beneficiosos. Varias especies han sido introducidas fuera de su área de distribución como agentes de control biológico de plagas, con diversos grados de éxito. Algunas especies son plagas en sí mismas y atacan los cultivos agrícolas, o pueden infestar los hogares, sobre todo en invierno. Especies invasoras como Harmonia axyridis pueden suponer una amenaza ecológica para las especies autóctonas de coccinélidos. Otras amenazas para los coccinélidos son el cambio climático y la destrucción del hábitat. En entornos urbanos, las mariquitas autóctonas como Adalia bipunctata y Coccinella septempunctata se emplean con éxito para el control biológico del pulgón en huertos domésticos. Estudios muestran que su eficacia mejora con la presencia de vegetación nectarífera, refugios específicos y una menor fragmentación del hábitat. La reducción del uso de plaguicidas también favorece su establecimiento y reproducción.
. Estos insectos han desempeñado papeles en el folclore, la religión y la poesía, y son especialmente populares en las canciones infantiles.

## Nombres comunes
Su nombre común varía según la especie y el país:
- mariquita en España, Bolivia, Colombia, Costa Rica, Ecuador, El Salvador, Guinea Ecuatorial, Honduras, Nicaragua, Panamá, Paraguay, Perú, Puerto Rico, República Dominicana y Venezuela,
- catarina en México,
- chinita en Chile,
- vaquita de San Antonio en Argentina,
- San Antonio en Uruguay,
- tortolita en Guatemala,
- joaninha en Brasil,
- cotorrita en Cuba,
- marieta en Cataluña,
- marigorringo en el País Vasco,
- maruxiña o xoaniña en Galicia,
- sanantonito o sarantontón en las islas Canarias.

## Descripción

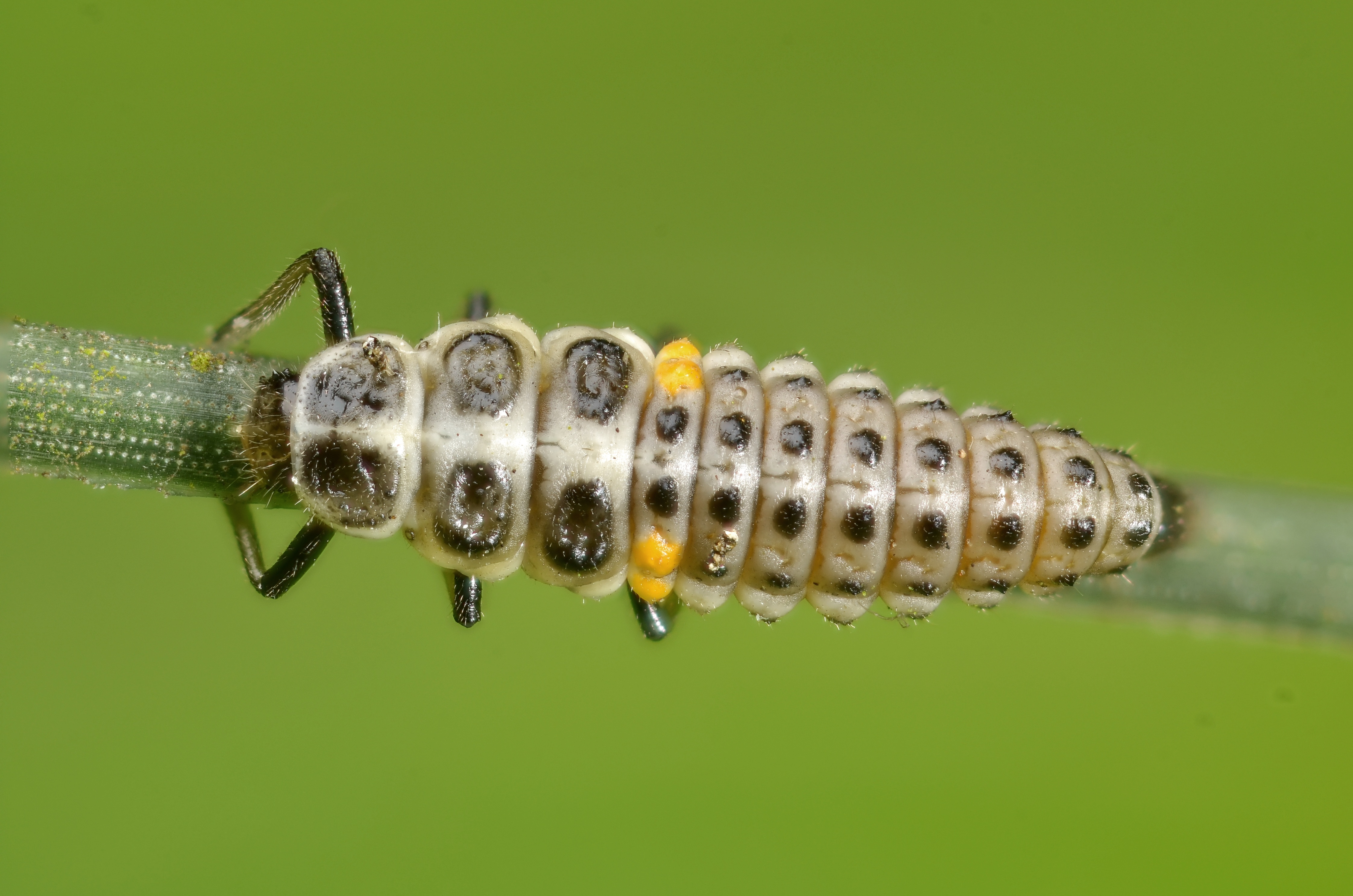
Myrrha octodecimguttata, larva. Bélgica

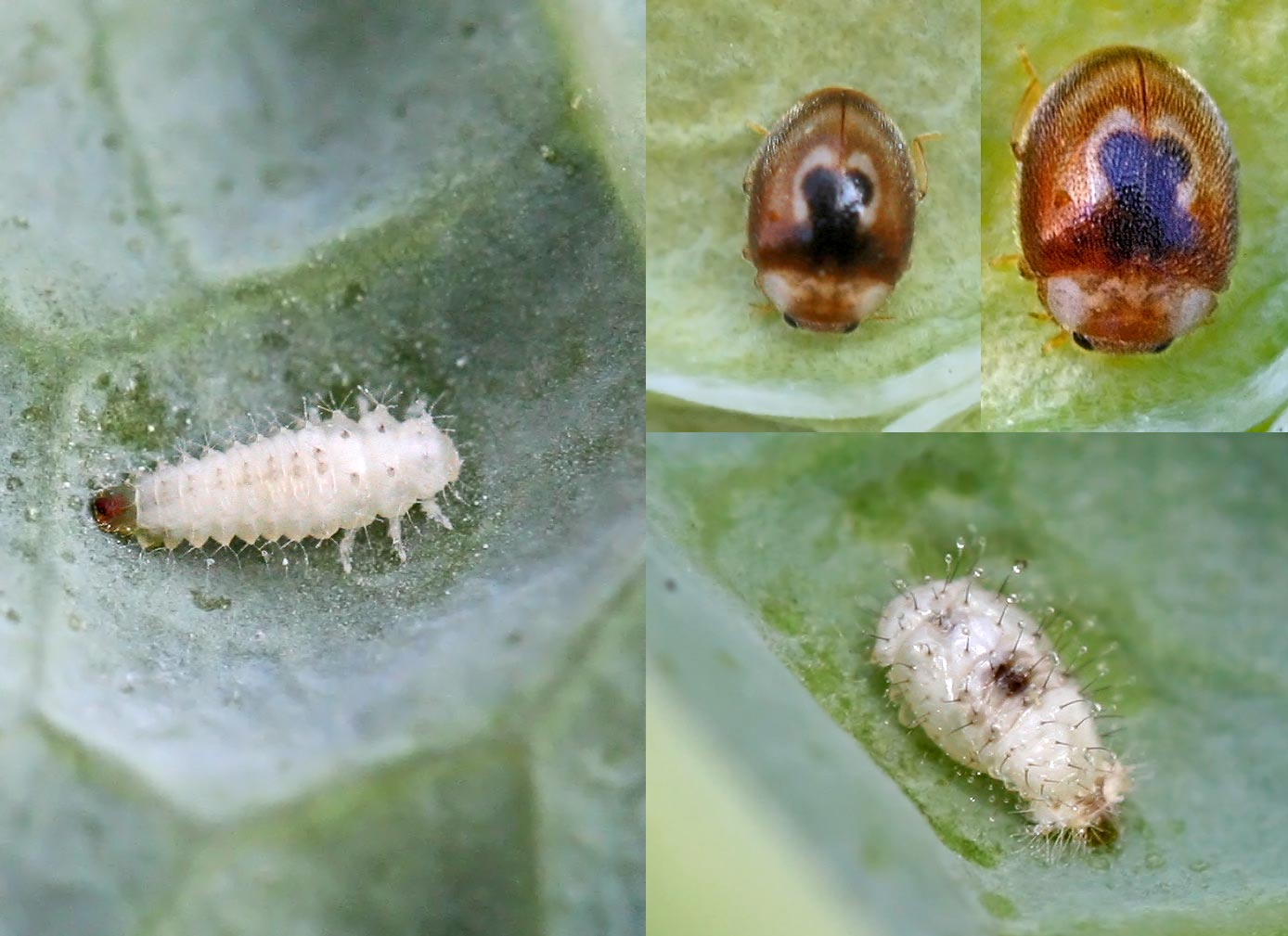
Larva, pupa e imago de Clitostethus arcuatus.

Los coccinélidos a menudo tienen colores llamativos como amarillo, naranja o rojo con pequeñas manchas negras en los élitros, y las patas, cabezas y antenas negras. Sin embargo, existe una gran variación en estos patrones de color. Por ejemplo, una minoría de especies, como Vibidia duodecimguttata, tiene manchas blanquecinas sobre un fondo marrón.
La mayoría de los coccinélidos tienen cuerpos redondos a elípticos en forma de cúpula con seis patas cortas. Dependiendo de la especie, pueden tener manchas, rayas o ninguna marca. Los coccinélidos de siete puntos son de color rojo o naranja con tres puntos a cada lado y uno en el medio; tienen una cabeza negra con manchas blancas en cada lado.
Un error común, totalmente infundado, es que el número de manchas en la espalda del insecto indica su edad. De hecho, el patrón y la coloración subyacentes están determinados por la especie y la genética del escarabajo, y se desarrollan a medida que el insecto madura.
Cuando son adultos, estos escarabajos se diferencian de sus parientes más cercanos por las siguientes características morfológicas:
- Cinco pares de espiráculos (orificios) en la abdomen
- Un tentorio (soportes internos dentro de la cabeza) con ramas separadas en la parte delantera y sin puente.
- No hay línea que divida la frons y el clypeus (sutura frontoclypeal)
- Palpos maxilares con puntas no en forma de aguja,
- Partes bucales de galea y lacinia divididas (lóbulos al final de las partes bucales).
- Zona molar (aplanada) más pequeña de la mandíbula.
- Coxal cavidades (orificios donde la pata se articula con el tórax) que se abren por detrás en la parte delantera del tórax y por delante en la parte media del tórax
- Epimeron (placas angulares) en el metatórax con bordes paralelos
- Líneas en el segundo esternón abdominal
- Genitales en forma de tubo y sifón en el macho.

Los coccinélidos suelen tener colores y dibujos distintivos. El élitros puede ser claro con manchas oscuras u oscuro con manchas claras. Las zonas claras suelen ser amarillas, rojas, naranjas o marrones, y las manchas varían en tamaño, forma y número. Algunas especies presentan dibujos rayados o a cuadros. El pigmento caroteno crea los colores claros, y la melanina crea los colores más oscuros. Otras partes del cuerpo también varían de color. Estos patrones de color suelen servir como coloración de advertencia, pero algunos pueden actuar como camuflaje, atraer parejas o incluso regular el calor. Varias especies individuales pueden mostrar polimorfismo e incluso cambiar de color entre estaciones.
Las larvas de coccinélidos son alargadas y de cabeza cuadrada. Están cubiertas de pelos o setae, los segmentos abdominales, en particular, cada uno tiene seis divididos en pares, y de uno a tres antenas segmentadas. Su coloración varía de gris, azul-gris, gris-marrón o marrón y manchado de blanco, amarillo, rojo o naranja. Tienden a aclararse a medida que se acercan a la edad adulta.

## Distribución
Los coccinélidos se encuentran por todo el mundo. Hay aproximadamente 6000 especies en 360 géneros de las cuales 475 son norteamericanas y se encuentran distribuidas en 57 géneros. Generalmente habitan en plantas donde se encuentran sus presas, como los pulgones, pulgas, moscas o áfidos.

## Biología

### Ciclo vital

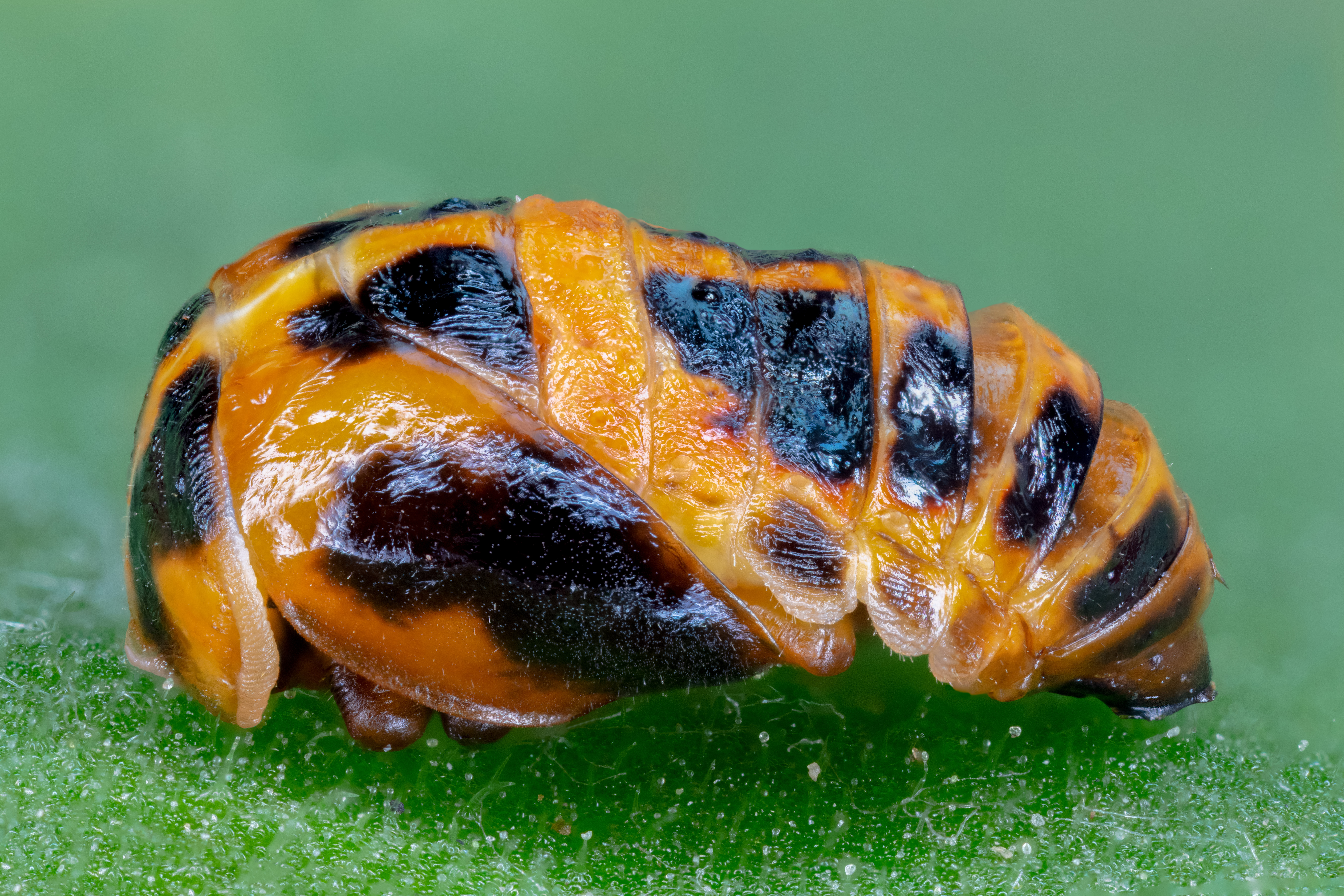
Pupa

Se reproducen adheridas a las ramas de los árboles, hojas o troncos. Ponen los huevos de color amarillo uno por uno o colocados en grupos sobre las hojas o tallos, generalmente en la cercanía de colonias de pulgones colores según la especie.
Las larvas pasan por cuatro estadios antes de convertirse en pupas. Las pupas se adhieren a las hojas, tallos o rocas, y suelen ser de color rojo y negro. Pueden confundirse con excrementos de aves. De la pupa emerge un adulto de color amarillento sin tener aún definidos los colores característicos del adulto; pero los mismos aparecen en unas pocas horas. Algunas especies se congregan en grandes números en el otoño para hibernar.

### Alimentación
Las mariquitas son muy apreciadas ya que son depredadoras naturales de los áfidos (pulgones), cocos o cochinillas, ácaros, larvas de moscas y otras plagas de la agricultura. Generalmente, los adultos tienen la misma alimentación que las larvas, pero algunas también comen polen, néctar, hongos, o huevos. Una mariquita se estima que puede consumir más de mil de estos insectos durante el verano.
En muchos lugares del mundo se utilizan para lo que se conoce como control biológico de las plagas; es decir, estas eliminan los animales perjudiciales para la agricultura utilizando sus enemigos naturales, en lugar de utilizar productos químicos.
Los miembros de la subfamilia Epilachninae son la excepción. Se alimentan de plantas, en vez de ser carnívoros. Comen hojas, granos o semillas de varias especies cultivadas. Generalmente no llegan a ser plagas serias pero sus poblaciones pueden aumentar en forma explosiva en los años en que sus enemigos naturales (avispas parasitoides) son escasos. En tales casos puede haber daño serio a las cosechas. Se los encuentra prácticamente en todas las regiones templadas y tropicales que poseen agricultura.

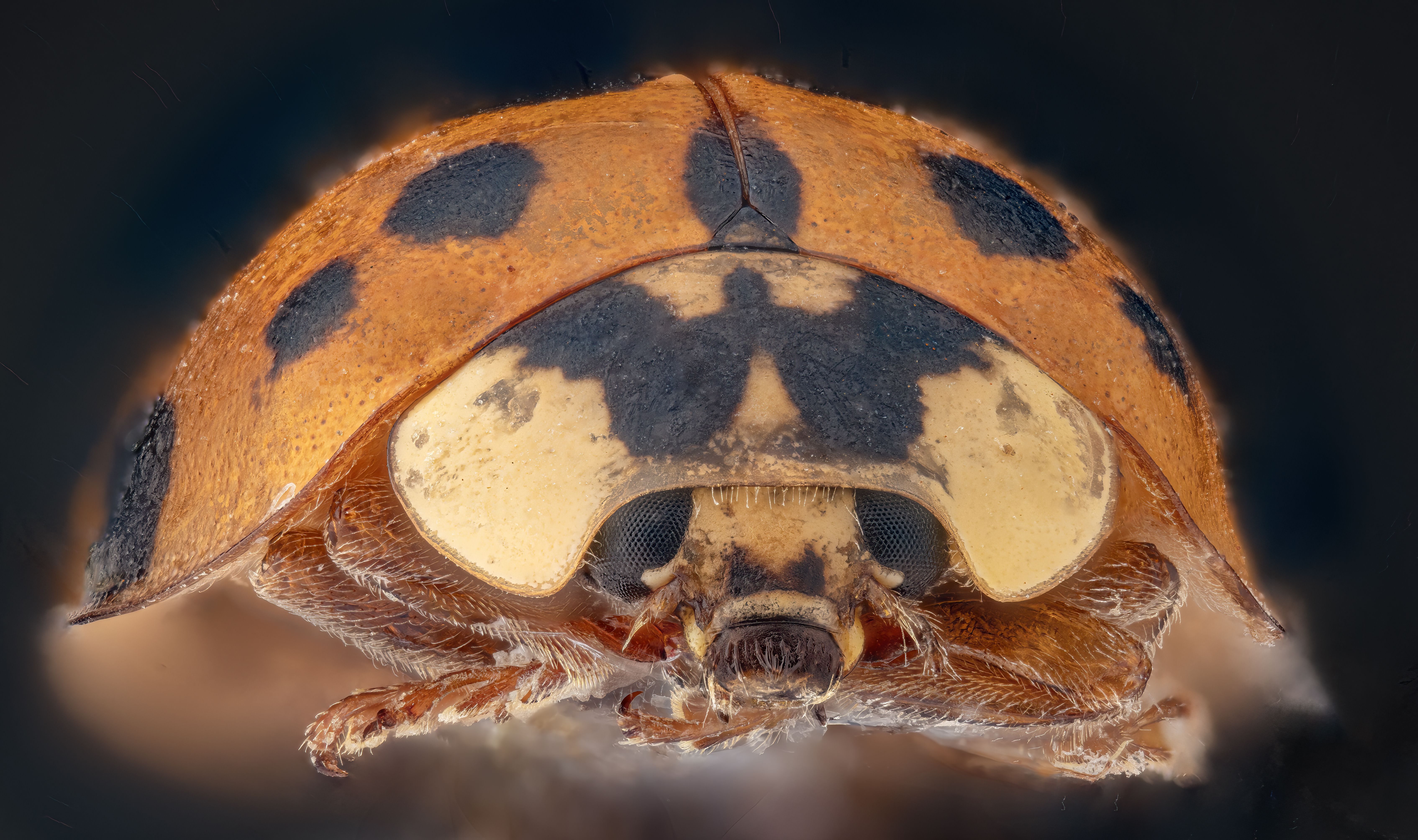
Coccinellidae detalles

Sus depredadores más comunes son los pájaros; otros son las ranas, avispas, arañas y libélulas. Su desagradable sabor las protege en cierta medida contra sus depredadores.

Durante el otoño, muchas especies que habitan regiones frías migran masivamente hacia zonas elevadas y buscan sitios de refugio, como corteza de árboles, grieta en rocas, o incluso hojarasca; en ocasiones se han podido contar hasta 6000 individuos agregados en el mismo árbol. Cuando las temperaturas aumenta en primavera, terminan la hibernación y lentamente se dispersan hacia las zonas de apareamiento y alimentación.
Los huevos son depositados agregados en la superficie de las hojas, normalmente cerca de la fuente de alimento. La proporción sexual de machos y hembras es normalmente 1:1, aunque algunas bacterias como Wolbachia matan a los embriones masculinos. Las hembras que emergen de los demás huevos consumen a los embriones muertos, lo que les proporciona nutrientes y mejora sus probabilidades de supervivencia.[cita requerida]

### Importancia
Los coccinélidos son buenos depredadores, por lo que se han usado en varios programas de control biológico. El caso más famoso fue el del control de la escama acanalada, Icerya purchasi mediante la introducción de Rodolia cardinalis en cultivos de cítricos en California en 1888. El control fue tan efectivo, que en 1890 la producción de cítricos en el estado se había triplicado. Son insectos que, generalmente, se alimentan de las presas pequeñas, aunque algunas prefieren ciertas especies o incluso ciertas variantes dentro de una misma especie. Se ha demostrado que evitan consumir presas parásitas, probablemente por el olor repelente, por lo que se disminuye la competencia entre coccinélidos y parasitoides.
En América del Norte, los coccinélidos generalmente comienzan a aparecer en el interior en el otoño cuando dejan sus sitios de alimentación de verano en campos, bosques y patios y buscan lugares para pasar el invierno. Por lo general, cuando las temperaturas suben a mediados de los 60 °F (alrededor de 18 °C) al final de la tarde, luego de un período de clima más fresco, pulularán sobre o dentro de los edificios iluminados por el sol. Los enjambres de coccinélidos vuelan a los edificios de septiembre a noviembre, según la ubicación y las condiciones climáticas. Las casas u otros edificios cerca de campos o bosques son particularmente propensos a la infestación.
Después de un período anormalmente largo de clima cálido y seco en el verano de 1976 en el Reino Unido, un marcado aumento en la población de áfidos fue seguido por una "plaga" de mariquitas, con muchos informes de personas mordidas a medida que disminuía el suministro de pulgones.

### Investigación
En 1999, y como parte de un proyecto propuesto por un grupo de alumnas de secundaria en Chile, una colonia de Coccinellinae fue llevada al espacio. Fueron parte de la misión STS-93 del transbordador Columbia, en que se les integró a una investigación sobre el comportamiento de plantas y artrópodos en ambientes de microgravedad. (Base de datos de la investigación en microgravedad)

## Algunas especies
Hay aproximadamente 6000 especies en 360 géneros
- Adalia bipunctata
- Anatis labiculata
- Azya luteipes
- Chilocorus bipustulatus
- Chilocorus stigma
- Coccinella septempunctata
- Coccinella undecimpunctata
- Coleomegilla maculata
- Epilachna borealis
- Epilachna varivestis
- Eriopis connexa
- Harmonia axyridis
- Harmonia quadripunctata
- Hippodamia convergens
- Hippodamia parenthesis
- Hippodamia tredecimpunctata
- Hyperaspis proba
- Neoharmonia erythroptera
- Propylea quatuordecimpunctata
- Psyllobora vigintiduopunctata
- Rodolia cardinalis
- Scymnus loewii

## Galería

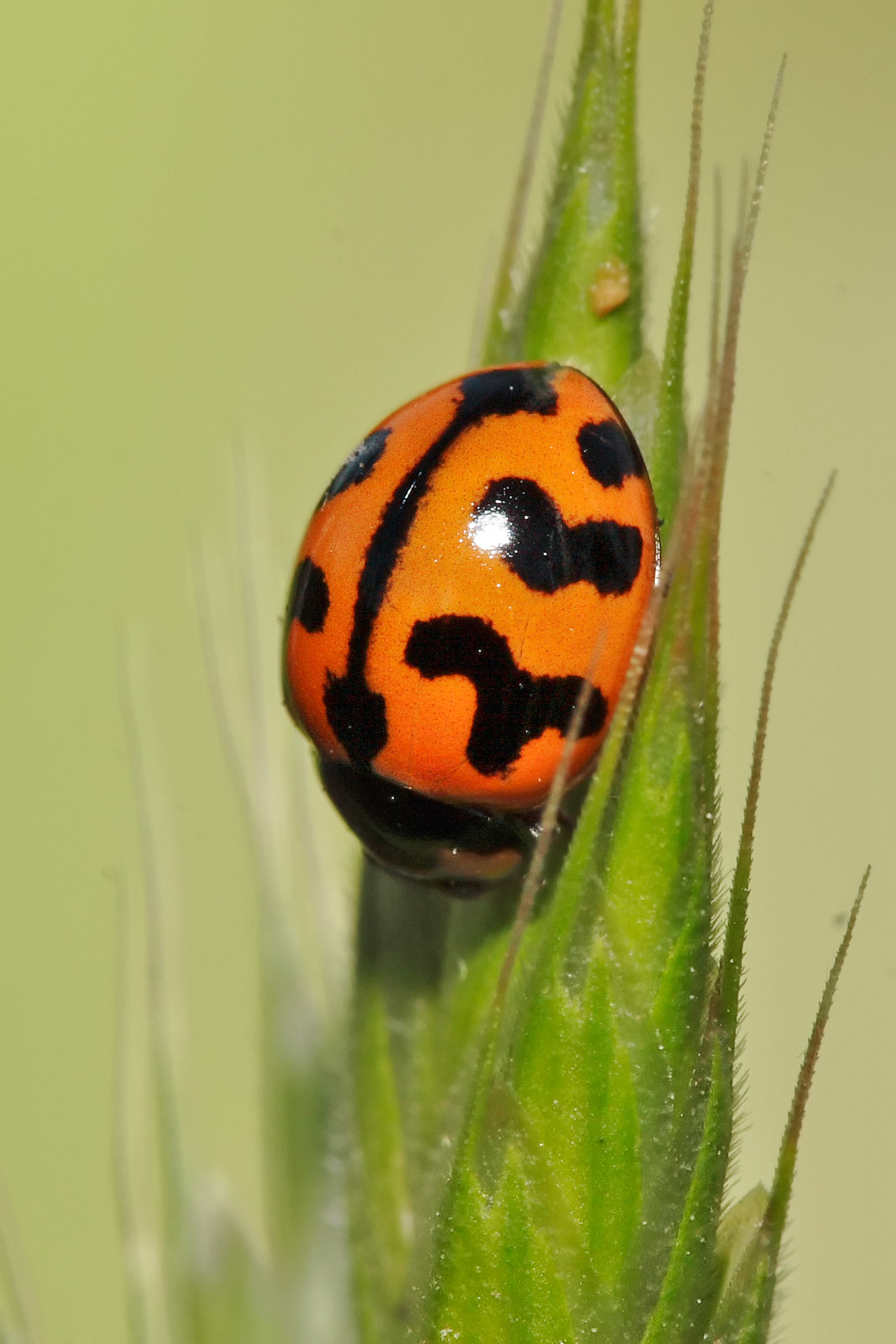
Coccinella sp., Estados Unidos.
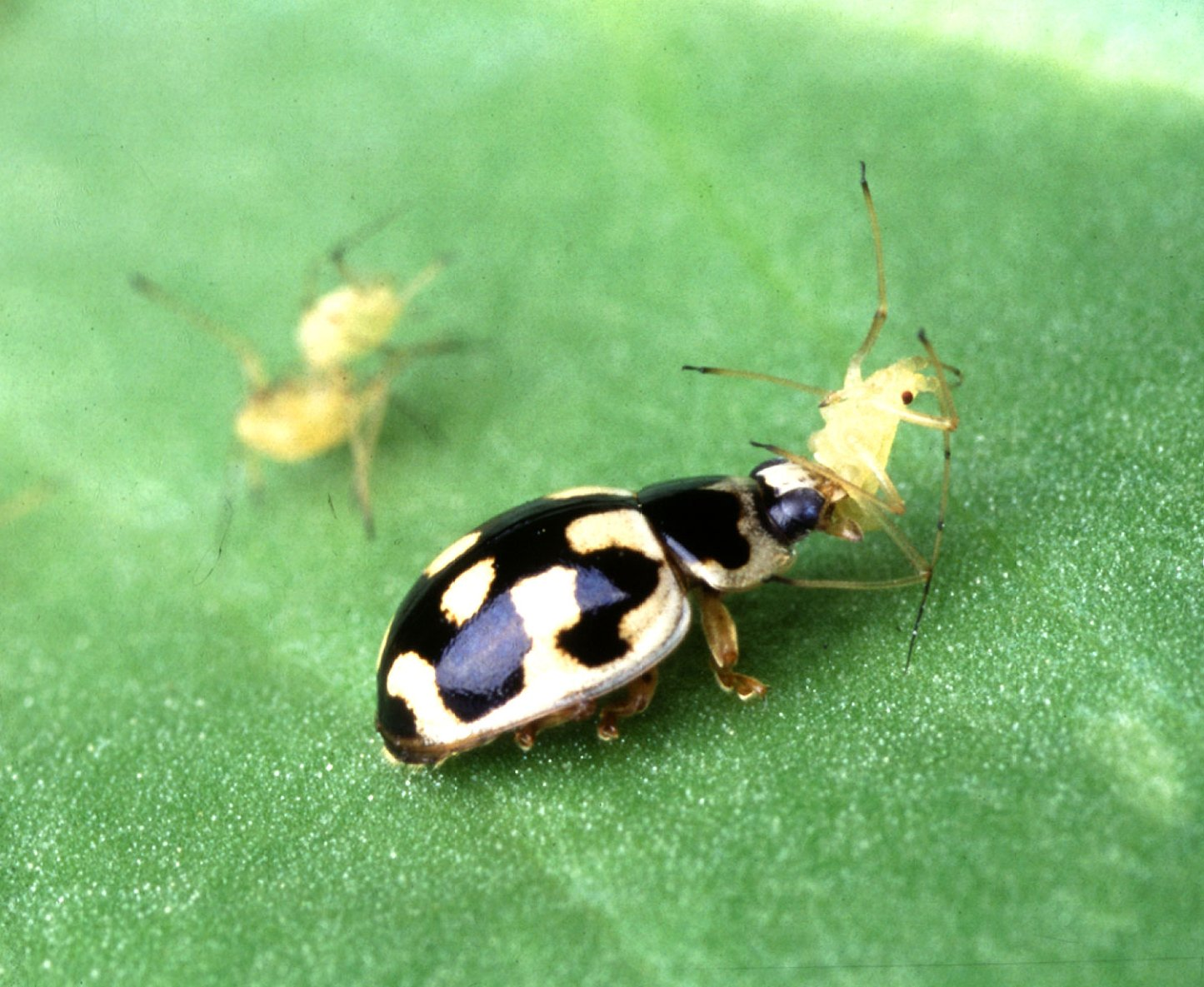
Mariquita comiendo un pulgón.
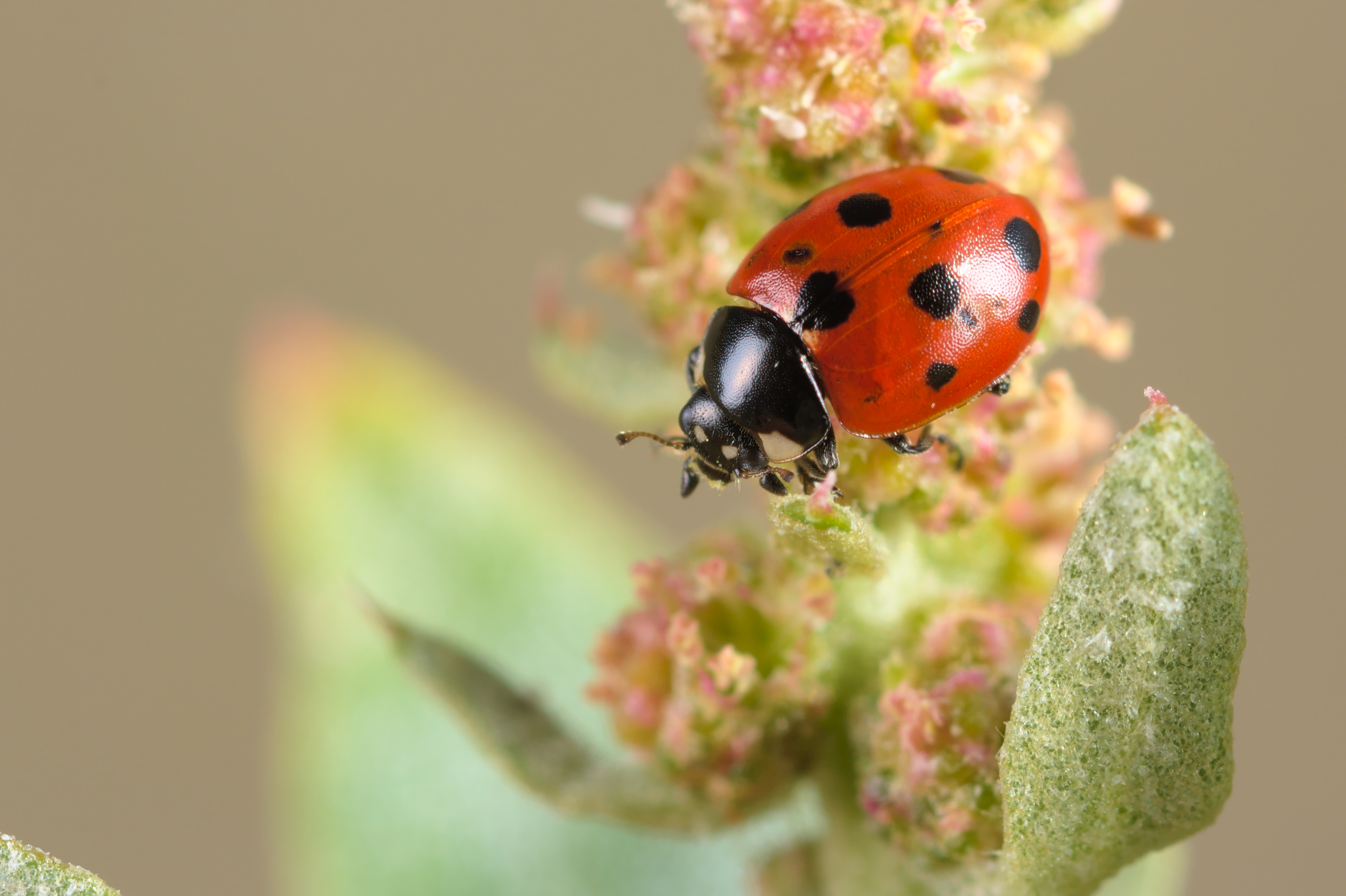
Mariquita de once puntos
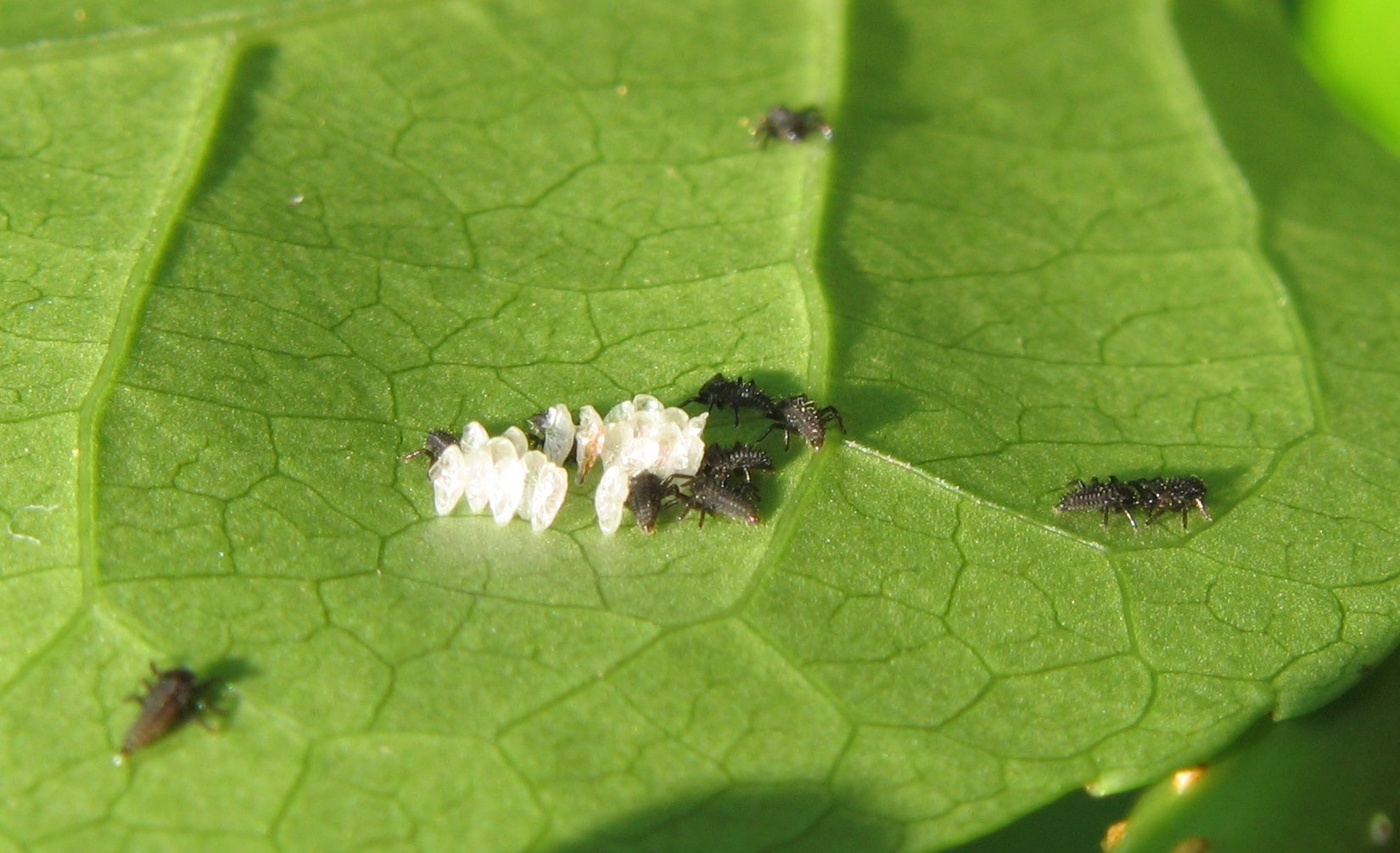
Larvas emergiendo de los huevos.
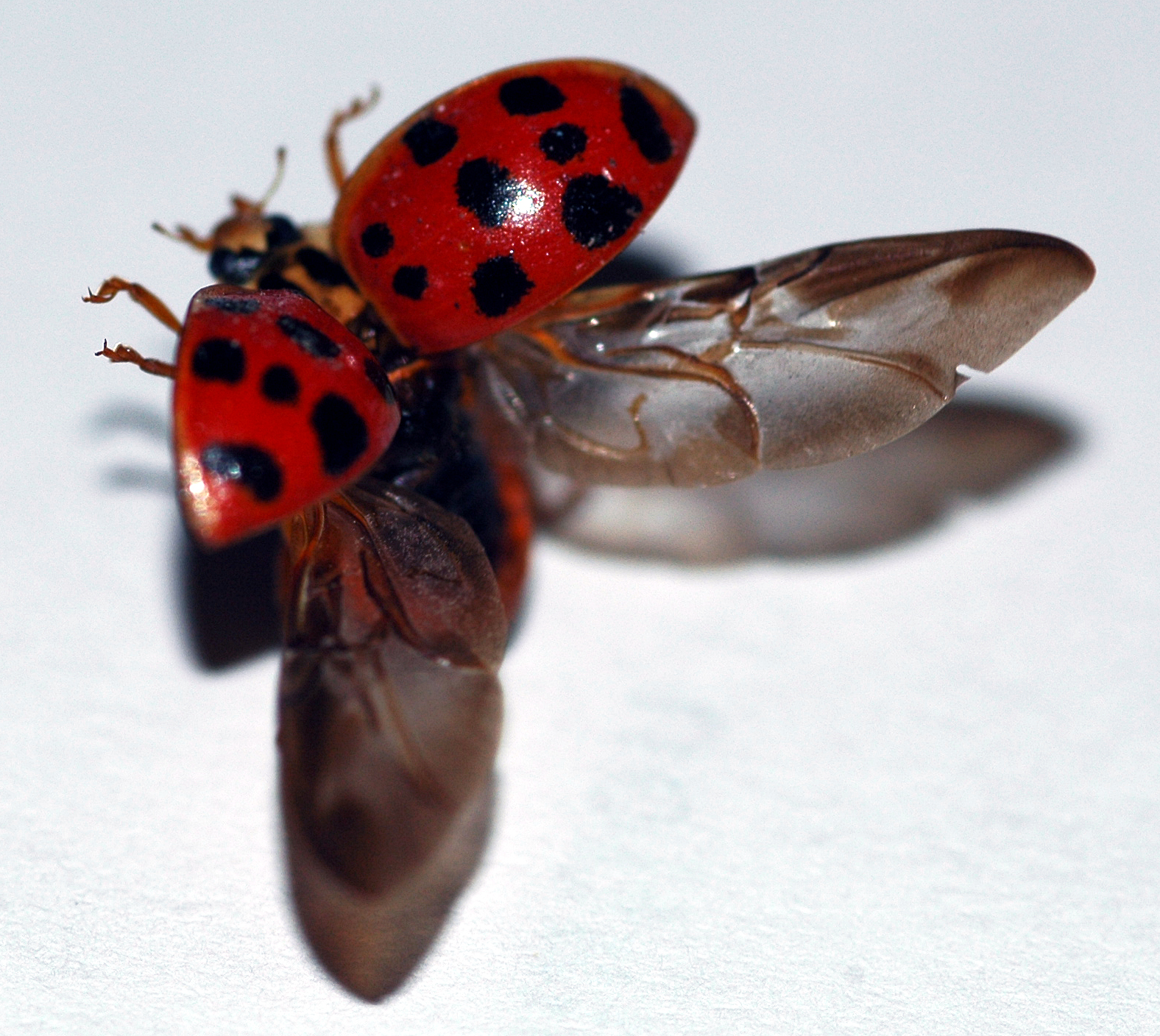
Harmonia axyridis desplegando las alas.
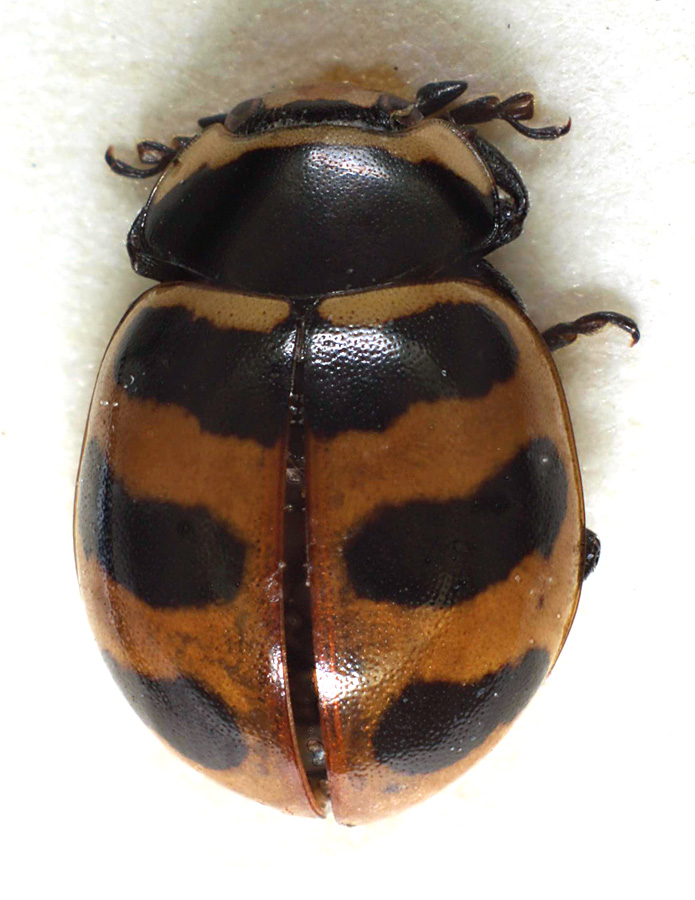
Coccinella trifasciata.
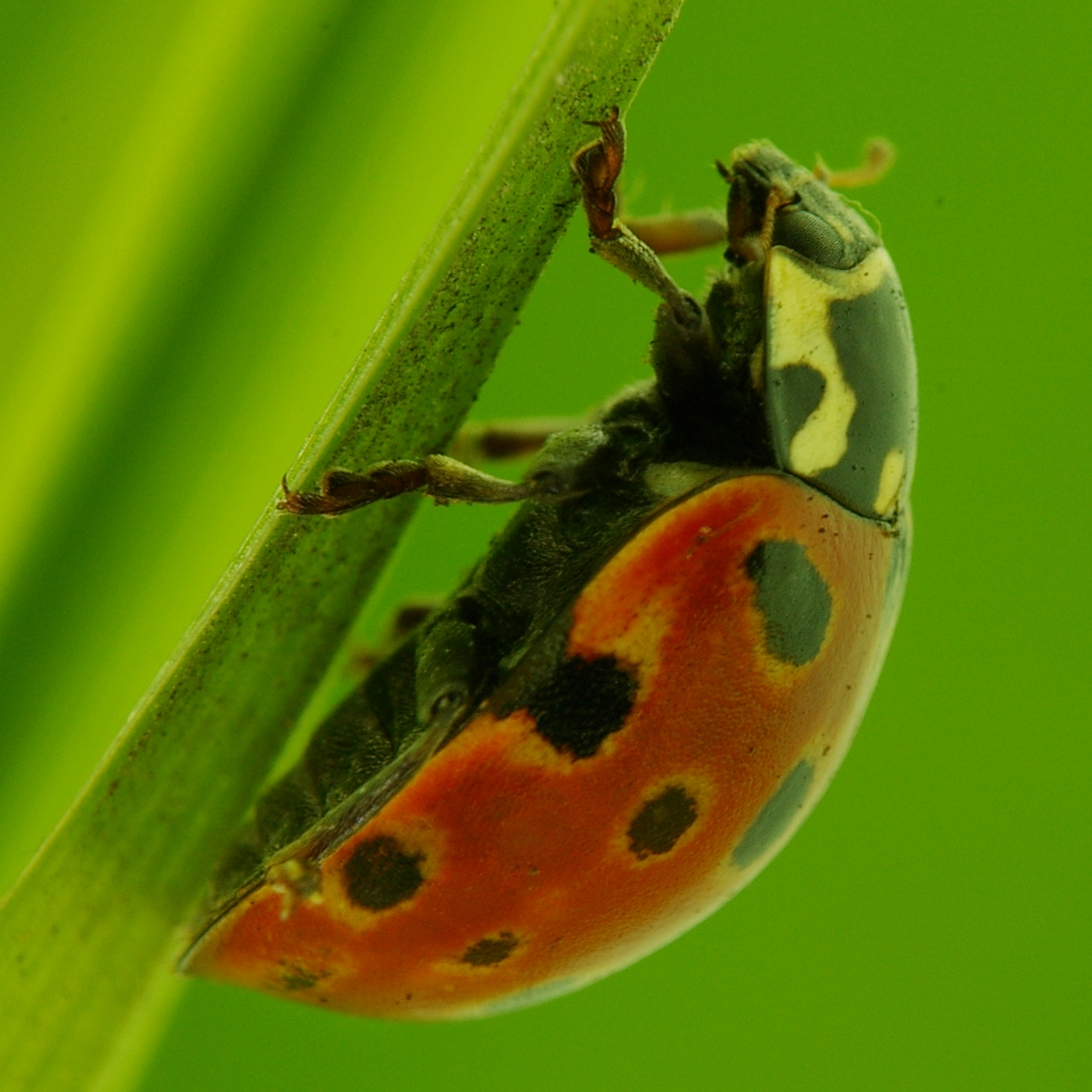
Anatis ocellata.
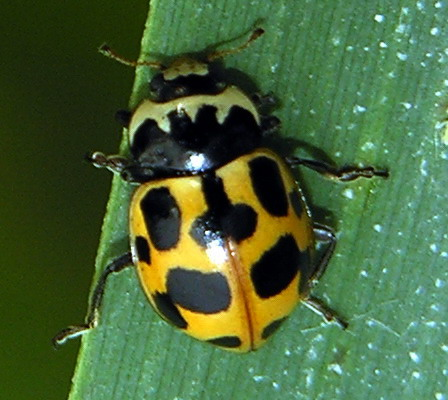
Mariquita amarilla Hippodamia (Semiadalia) notata.